# Sam Bourcier
Pour les articles homonymes, voir Bourcier.
Sam Bourcier, né le 30 octobre 1963 à Berlin (Allemagne), est sociologue, maître de conférences à l'université Lille-III et militant transféministe et queer.
Il est à l'origine de nombreux ouvrages et articles sur les cultures, théories et politiques queer, les subcultures sexuelles (comme le BDSM), le féminisme, le transféminisme, les minorités et les politiques identitaires en France et à l'étranger.

## Biographie
Sam Bourcier naît Marie-Hélène Bourcier à Berlin (Allemagne) le 30 octobre 1963 d'un père colonel d'infanterie et d'une mère au foyer. Lorsqu'il a trois ans, la famille emménage en Lorraine, puis il fait ses études secondaires à la Maison d'éducation de la Légion d'honneur à Saint-Germain-en-Laye.
Ancien élève de l'École normale supérieure de Fontenay-aux-Roses (promotion 1982) en lettres modernes, Sam Bourcier, qui se définit comme « un bébé du post-structuralisme français », soutient une thèse de doctorat en 1998 à l'École des hautes études en sciences sociales sous la direction de Dominique Wolton et Alain Touraine, dont le titre est Le Discours narratif télévisuel durant la guerre du Golfe.
Il devient ensuite maître de conférences en sciences de la communication et de l'information à l'université Lille-III avec comme thèmes les études féministes et queer, les performance studies et les porn studies. Son approche est déconstructiviste vis-à-vis de la deuxième vague du féminisme trop hétérocentrée.
Fondateur puis animateur des séminaires du Zoo entre 1996 et 1998, traducteur de Monique Wittig et Teresa de Lauretis, auteur d'une trilogie sur la théorie queer (Queer Zones 1, Queer Zones 2 - Sexpolitiques, Queer Zones 3 - Identité, culture, politique), il est l'un des initiateurs de l'association trans Sans Contrefaçon de l'introduction en France des Queer Studies.
Sam Bourcier traduit Le manifeste contrasexuel chez Balland en 2000.
De septembre 2000 à juin 2001, Sam Bourcier est invité à l'université de New York dans le cadre d'une bourse Fulbright post-doctorale avec pour sujet de post-doctorat Queer Theory and French Philosophy: The Politics of Inverted Translation.

## Militantisme
À Londres en 1992, Sam Bourcier découvre la littérature de Judith Butler.
Après s'être identifié comme une femme lesbienne, il s'identifie désormais[Depuis quand ?] comme une personne transgenre non binaire. Figure du militantisme queer, il est à l'origine de nombreux ouvrages et articles sur les cultures, théories et politiques queer, les subcultures sexuelles (comme le SM), les féminismes, les transféminismes, les minorités et les politiques identitaires en France et à l'étranger.
De 1995 à 1997, dans le cadre du festival parisien Quand les lesbiennes se font du cinéma, il organise des séances de films porno et SM lesbiens.
Sam Bourcier fonde en 2002, le groupe Archilesb qui revendique avec Vigitrans (groupe de Tom Reucher) au sein d'ArchiQ l'inclusion des lesbiennes dans le projet du  centre de documentation et d'archives homosexuelles de Paris. 
Accusé de diffamation pour avoir affirmé que Judith Silberfeld, journaliste de Têtu était la lesbienne-alibi de la rédaction, il gagne en septembre 2004 le procès qui lui est intenté.
Ayant suivi une psychanalyse lacanienne pendant 7 ans, il s'inscrit contre la normalisation lacanienne et la psychiatrisation des personnes trans : il s'oppose politiquement aux psychanalystes lacaniens.

## Apparitions médiatiques
À la télévision, Sam Bourcier co-anime les débats sur Pink TV de 2004 à 2006 avec Alex Taylor et tient les chroniques dans l'émission Le Set. Il intervient régulièrement dans d'autres médias et émissions télévisées comme Ce soir (ou jamais !) sur France 3[réf. nécessaire]. Il s'oppose au psychiatre vice-président de la SoFECT Jean Chambry sur le plateau de LCP le 18 février 2018.
À la radio, Sam Bourcier anime depuis 2006 une rubrique dans l'émission Bang Bang sur la radio Pure FM, diffusée chaque vendredi soir. Il est l'invité d'Adèle Van Reeth sur France Culture en mars 2018.

## Performances artistiques
En France, il se produit au Centre national d'art et de culture Georges-Pompidou et au Centre d'art contemporain Witte de With à Rotterdam. De 2007 à 2010, il programme une série d'interventions associant performeurs militants et théoriciens au Palais de Tokyo qui est le volet complémentaire du séminaire qu'il tient à l'EHESS.

## Publications

### Livres
- (dir.), Q comme Queer, Lille, GayKitschCamp (QuestionDeGenre/GKC), 1998.
- Bourcier Marie-Hélène, Lesvos, oui : printemps 92-hiver 94, v.o., Paris, Éditions gaies et lesbiennes, 2000, 187 p. (ISBN 2-912706-07-6, OCLC 45135977)
- Bourcier Marie-Hélène, Queer zones : politiques des identités sexuelles, des représentations et des savoirs, Paris, Balland, 2001, 247 p. (ISBN 2-7158-1360-0, OCLC 47843987)
- Bourcier Marie-Hélène, Robichon, Suzette., Armengaud, Françoise, 1942- et Université Paris X: Nanterre. Centre de recherches sur l'art., Parce que les lesbiennes ne sont pas des femmes-- : autour de l'œuvre politique, théorique et littéraire de Monique Wittig : actes du colloque des 16-17 juin 2001, Columbia University, Paris, Paris, Éditions gaies et lesbiennes, 2002, 249 p. (ISBN 2-912706-17-3, OCLC 51563645)
- Bourcier Marie-Hélène, Queer zones. 2, Sexpolitiques, Paris, La Fabrique Ed, impr. 2005, 301 p. (ISBN 2-913372-44-9, OCLC 493609041)
- Bourcier Marie-Hélène, Queer zones : politique des identités sexuelles et des savoirs, Paris, Amsterdam, 2006, 249 p. (ISBN 2-915547-29-7, OCLC 276781204)
- Bourcier Marie-Hélène et Molinier Pascale, Les fleurs du mâle masculinités sans hommes ?, vol. 45, L'Harmattan, dl 2008, 266 p. (ISBN 978-2-296-06813-1 et 2-296-06813-8, OCLC 494629164)
- Bourcier Marie-Hélène, Queer zones : Identités, cultures et politiques, vol. 3, Éd. Amsterdam, impr. 2011, 357 p. (ISBN 978-2-35480-097-0 et 2-35480-097-5, OCLC 762861934)[19]
- Bourcier Marie-Hélène et Impr. EMD), Le féminisme, M. Milo, 2012 (ISBN 978-2-315-00356-3 et 2-315-00356-3, OCLC 810647559)
- Bourcier Sam, Homo inc.orporated : Le triangle et la licorne qui pète, Paris, Cambourakis, coll. « Sorcières », 2017, 248 p. (ISBN 978-2-36624-285-0 et 2-36624-285-9, OCLC 1003856188)[20],[21]
- Sam Bourcier, Queer zones : la trilogie, Paris, Éditions Amsterdam, 2018, 763 p. (ISBN 978-2-35480-174-8 et 2354801742, OCLC 1078141677)[22]
- Monique Wittig et Sam Bourcier (coordinateur) (préf. Sam Bourcier), La pensée straight, Paris, Éditions Amsterdam, 2018, 153 p. (ISBN 978-2-35480-175-5)

### Articles
- Bourcier, Marie-Hélène/Sam, « Le nouveau conflit des facultés : biopouvoir, sociologie et queer studies dans l’université néo-libérale française », SociologieS,‎ 7 mars 2016 (ISSN 1992-2655, lire en ligne, consulté le 7 avril 2018)
- Marie-Hélène Bourcier, « Bildungs-post-porn : notes sur la provenance du post-porn, un des futurs du Féminisme de la désobéissance sexuelle », Rue Descartes, no 79,‎ 3 décembre 2013, p. 42–60 (ISSN 1144-0821, DOI 10.3917/rdes.079.0042, lire en ligne, consulté le 7 avril 2018)
- « Post-gay, la politique queer débarque : Entretien avec la sociologue Marie-Hélène Bourcier - Le site du journal », Le site du journal,‎ 28 octobre 2010 (lire en ligne, consulté le 7 avril 2018)
- Marie-Hélène Bourcier, « L'homosexus normaticus entre mariage unidimensionnel et droits sexuels », Mouvements, vol. 49, no 1,‎ 1er février 2007, p. 8–15 (ISSN 1291-6412, DOI 10.3917/mouv.049.0008, lire en ligne, consulté le 7 avril 2018)
- La démocratie performative... de mes couilles en plastoc
- Marie-Hélène Bourcier, « Cultural studies et politiques de la discipline : talk dirty to me! », Multitudes, no 12,‎ mars 2003 (lire en ligne) (document de travail)
- Marie-Hélène Bourcier, « La fin de la domination (masculine) », Multitudes, vol. 12, no 2,‎ 2003, p. 69–80 (ISSN 0292-0107, DOI 10.3917/mult.012.0069, lire en ligne, consulté le 7 avril 2018)
- Marie-Hélène Bourcier, « Queer Move/ments », Mouvements, vol. 20, no 2,‎ 2002, p. 37–43 (ISSN 1291-6412, DOI 10.3917/mouv.020.0037, lire en ligne, consulté le 7 avril 2018)
- « À propos du genre », Mouvements, vol. 17, no 4,‎ 2001, p. 160–164 (ISSN 1291-6412, DOI 10.3917/mouv.017.0160, lire en ligne, consulté le 7 avril 2018)
- Marie-Hélène Bourcier, « Des « femmes travesties » aux pratiques transgenres: repenser et queeriser le travestissement », Clio, no 10,‎ 1999, p. 117–136 (lire en ligne, consulté le 7 avril 2018)